# Partido Republicano Institucional
El Partido Republicano Institucional (PRI) fue un partido político guatemalteco de derecha, que se autodenomina cristiano y republicano. Fue fundado como Frente Republicano Guatemalteco (FRG) por el general retirado Efraín Ríos Montt.
En 2013 el FRG fue disuelto para dar paso al Partido Republicano Institucional, con el propósito de dejar atrás la percepción negativa que tenía el antiguo partido en el imaginario social guatemalteco. A pesar de que la doctrina e ideología del PRI emanan del FRG, sus bases y dirigencias han cambiado. Este partido desapareció ya que en las elecciones generales de Guatemala de 2015 no obtuvo el porcentaje mínimo de votos en la elección presidencial (5%) o 1 Diputado al congreso.

## Historia
El secretario general del entonces FRG Luis Fernando Pérez Martínez y otros dirigentes del partido decidieron refundar la organización en la asamblea general de enero de 2013, cambiando el nombre del mismo por Partido Republicano Institucional y adoptando un símbolo idéntico al del Partido Revolucionario Institucional mexicano.
El partido renovado conservó su ideología y sus valores tradicionales, pero buscaba distanciarse de sus antiguas figuras principales: Ríos Montt, quien enfrenta un juicio por genocidio y crímenes de lesa humanidad cometidos durante el conflicto armado interno; Alfonso Portillo, expresidente de la República, ligado un proceso penal en su contra por peculado y lavado de dinero durante su gestión; y Luis Rabbé, exministro de Comunicaciones del gabinete de Portillo, quien ganó una diputación por la Unión del Cambio Nacional (UCN).

## Candidatos a la Presidencia de Guatemala
| Año electoral | Candidato                    | 1.ª vuelta     | 1.ª vuelta          | 2.ª vuelta     | 2.ª vuelta          |
| Año electoral | Candidato                    | Total de votos | Porcentaje de votos | Total de votos | Porcentaje de votos |
| ------------- | ---------------------------- | -------------- | ------------------- | -------------- | ------------------- |
| 2015          | Luis Fernando Pérez Martínez | 41.554         | 0,87% (13°)         |                |                     |